# Omikron
Omikron (grekiska όμικρον ómikron, egentligen ’litet o’) (versal: Ο, gemen: ο) är den 15:e bokstaven i det grekiska alfabetet. Dess ljudvärde är ett kort å-ljud [o], både i klassisk och modern grekiska, och den har gett upphov till O, o i det latinska alfabetet och О, о i det kyrilliska alfabetet.
I det joniska talbeteckningssystemet hade omikron värdet 70.
Namnet omikron betyder litet o och användes för att skilja den från omega, stort o.

## Unicode
|   | decimalt | hexadecimalt | HTML      |
| - | -------- | ------------ | --------- |
| ο | 959      | 3BF          | &omicron; |
| Ο | 927      | 39F          | &Omicron; |